# Bennu (planetka)
(101955) Bennu (předběžné označení 1999 RQ36) je planetka patřící do Apollonovy skupiny, která byla objevena 11. září 1999 v rámci projektu LINEAR. Mimo jiné se jedná o planetku, která je zařazena na seznam možných hrozeb v podobě možného dopadu na Zemi. To bylo i jedním z důvodů, proč se tato planetka stala cílem vědecké mise OSIRIS-REx. Během ní byla planetka zmapována a z jejího povrchu byly odebrány vzorky, se kterými se sonda v roce 2023 vrátila zpět na Zemi pro jejich detailnější výzkum. Po planetce Itokawa, ze které se podařilo odebrat a dopravit zpět vzorek povrchového prachu, se tak Bennu stala další planetkou, jejíž vzorky byly cíleně dopraveny na Zemi.

## Pojmenování
Původní označení planetky 1999 RQ36 bylo v roce 2013 nahrazeno jménem 101955 Bennu v rámci soutěže "Name That Asteroid!". Z více než osmi tisíc návrhů bylo vybráno jméno Bennu, které navrhl 9letý Michael Puzio, a to podle mytologického egyptského ptáka Benu, který mu prý připadal podobný sondě OSIRIS-REx (včetně její odběrové paže).

## Mise sondy OSIRIS-Rex
Po více než dvou letech (od vypuštění v září 2016) přiletěla 3. prosince 2018 k planetce sonda OSIRIS-REx, aby zde započala svoji 5letou vědeckou misi.
Brzy po příletu objevila sonda na povrchu planetky hydroxylové skupiny (OH skupiny). Usuzuje se z toho, že planetka byla součástí větší planetky, neboť na povrchu takto malého tělesa by se tekutá voda, ze které OH skupiny pocházejí,  nemohla udržet.
Sondou odebraný vzorek byl na Zemi dopraven roku 2023. Jeho analýzou byla zjištěna přítomnost všech pěti bází nukleových kyselin a 33 aminokyselin, z nichž 14 se na Zemi podílí na syntéze bílkovin. Překvapivým zjištěním bylo vyrovnané zastoupení levotočivých a pravotočivých aminokyselin, na Zemi i v do té doby nalezených meteoritech výrazně převažovaly levotočivé.

## Galerie

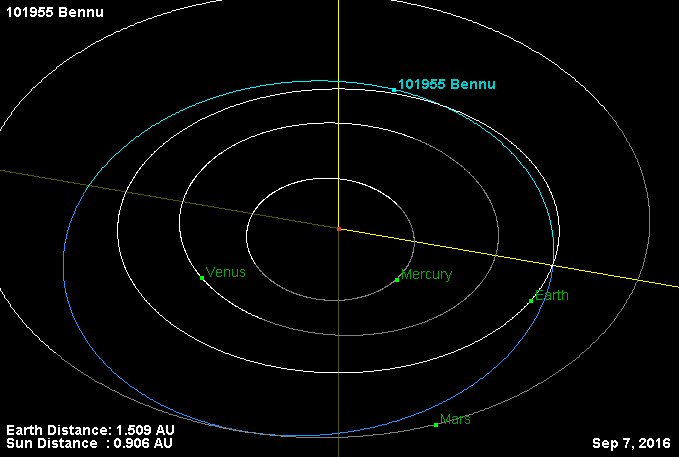
Orbita planetky Bennu
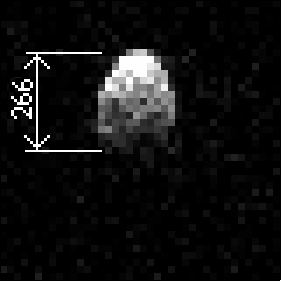
Radarový snímek asteroidu z observatoře Arecibo
Animace vytvořená z pozorování asteriodu (na pravé straně). Na levé straně jsou složené snímky z pozorování asteroidu ve vesmíru. Vše před příletem sondy OSIRIX-REx.
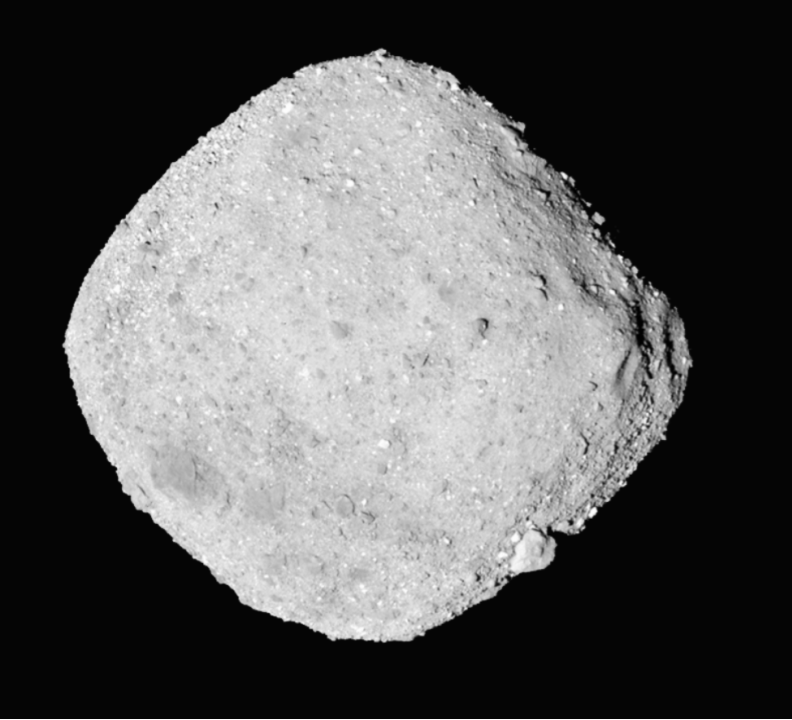
Foto z příletu sondy OSIRIS-REx (listopad 2018)
Animace z příletu sondy OSIRIS-REx 3. prosince 2018